# Microgale
Genre
Les Microgales (Microgale) forment un genre de la famille des Tenrecidae qui comprend plusieurs espèces endémiques de Madagascar. Elles sont aussi nommées « musaraignes », bien que ne faisant pas partie de la famille des Soricidae, ou « tenrecs à longue queue »[réf. souhaitée]. 

## Description
Les différentes espèces ressemblent à des musaraignes.  
Ce genre comprend la plus petite des espèces de tenrecs : Microgale cowani.
Une espèce que l'on rencontre sur les hauts plateaux, Microgale dobsoni, possède la particularité de pouvoir stocker de la graisse dans sa queue lui permettant de supporter la saison sèche bien moins riche en insectes. Il est possible qu'elle utilise l'écholocation pour repérer ses proies[réf. souhaitée]. 
Microgale talazaci  est la plus grosse espèce du genre (corps atteignant 15 cm) et se rencontre dans les forêts pluviales le long de la bordure est des plateaux.

## Liste d'espèces
Selon ITIS et selon MSW :
- Microgale brevicaudata G. Grandidier, 1899
- Microgale cowani Thomas, 1882 - Musaraigne de Cowan[1]
- Microgale dobsoni Thomas, 1884 - Musaraigne de Dobson[1]
- Microgale drouhardi G. Grandidier, 1934 - Musaraigne de Drouhard
- Microgale dryas Jenkins, 1992
- Microgale fotsifotsy Jenkins, Raxworthy & Nussbaum, 1997 - Musaraigne à visage pâle[1]
- Microgale gracilis Major, 1896
- Microgale gymnorhyncha Jenkins, Goodman & Raxworthy, 1996
- Microgale jenkinsae  Goodman & Soarimalala, 2004 - Musaraigne de Jenkins
- Microgale jobihely  Goodman, Raxworthy, Maminirina & Olson, 2006[5]
- Microgale longicaudata Thomas, 1882 - Microgale à longue queue[1]
- Microgale majori  Thomas, 1918 - Musaraigne de Major
- Microgale monticola Goodman & Jenkins, 1998
- Microgale nasoloi Jenkins & Goodman, 1999 - Musaraigne de Nasolo
- Microgale parvula G. Grandidier, 1934 - Musaraigne pygmée [1]
- Microgale principula Thomas, 1926
- Microgale pusilla Major, 1896
- Microgale soricoides Jenkins, 1993
- Microgale taiva Major, 1896
- Microgale talazaci Major, 1896 - Musaraigne de Talazac[1]
- Microgale thomasi Major, 1896 - Musaraigne de Thomas[1]